# Berggrund (Finström, Åland)
Berggrund är ett skär på Åland (Finland). Det ligger i Svartsmarafjärden i kommunen Finström i landskapet Åland, i den sydvästra delen av landet. Ön ligger omkring 19 kilometer norr om Mariehamn och omkring 280 kilometer väster om Helsingfors. Berggrund har Björkö i väster, Bamböle i söder, Svartsmara i öster och Ekö i norr. I sydost ligger också Äppelholmen. Berggrund är platt och skogig med inslag av klipphällar. Stränderna är till största delen vassomgärdade. Berggrund är på väg att växa ihop med de intilliggande skären Aspgrund och Aspkobben.
Öns area är 0,9 hektar och dess största längd är 180 meter i nord-sydlig riktning. I denna yta beräknas på kartbildens polygon, medan de verkliga strandlinjerna är mer diffusa. De båda med Berggrund nästan sammanvuxna skären är något mindre.